# STOVL

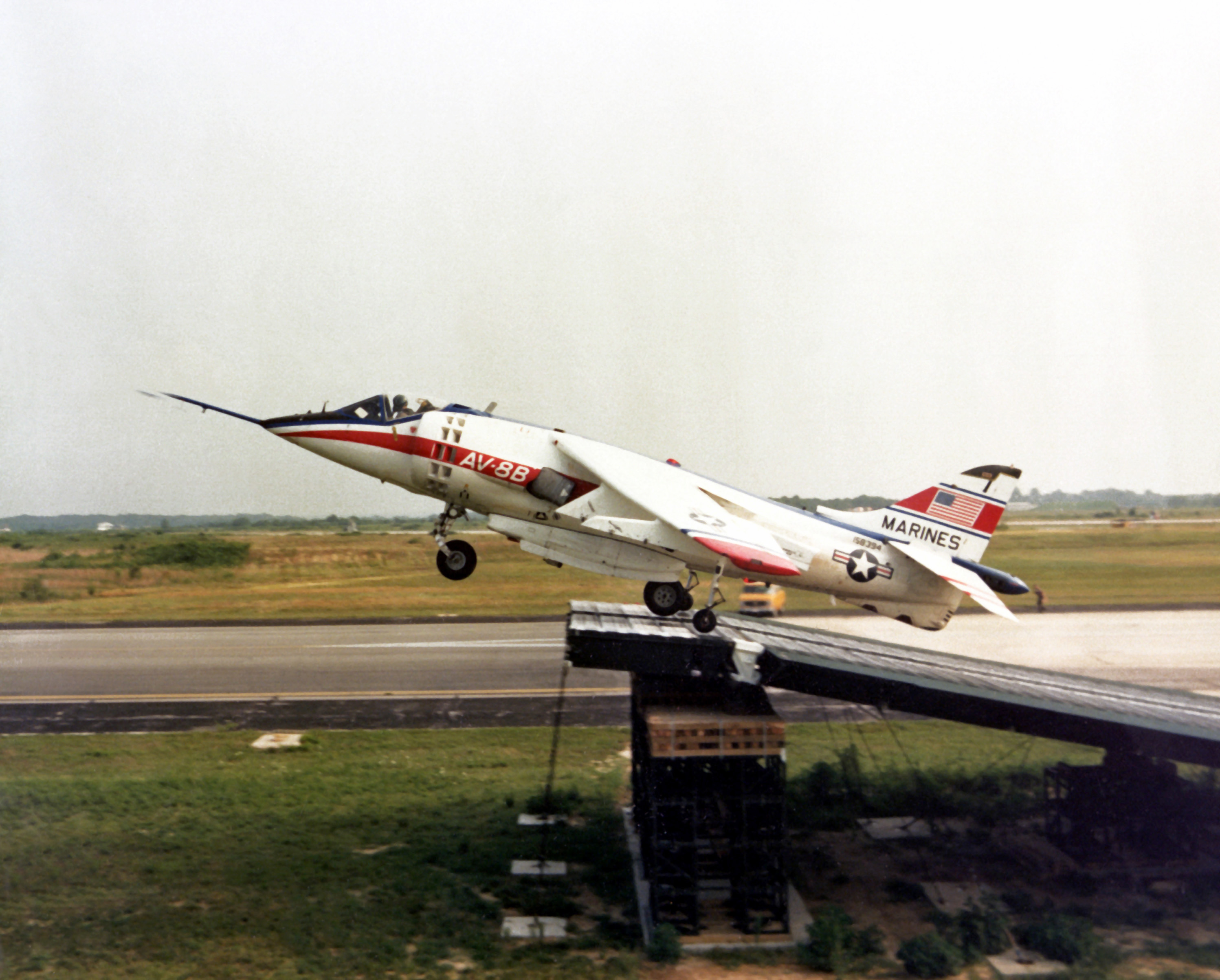
Egy Harrier II YAV–8B amerikai prototípusának felszállása síugrósáncról, nekifutással

Az STOVL a Short Take Off and Vertical Landing angol nyelvű rövidítése, amelyet a rövid kifutásra és függőleges leszállásra alkalmas repülőgépek jelzésére használnak.
1991 óta a NATO hivatalos definíciója szerint:
„Short Take-Off and Vertical Landing” egy repülőgép olyan képessége, mely szerint egy 450 méteres nekifutás után képes egy 15 méter magas akadály felett elhaladni és függőlegesen leszállni.
A felszállás katapultálás helyett gyakran repülőgép-hordozóról történik egy „síugró sánc” jellegű kifutópályáról. A függőleges felszállással szemben a rövid kifutású felszállás előnye, hogy a repülőgép nagyobb hasznos terhet tud szállítani. Az STOVL jellegű repülőgépek talán legismertebb példája a Harrier. Bár a gép VTOL jellegű, operatív szempontból a STOVL felszállást kedvelik jobban, mivel több üzemanyagot és fegyverzetet szállíthat. Ugyanez vonatkozik az F–35 Lightning II-re is, amely a berepülések során bizonyította a VTOL képességeit, de STOVL gépként üzemeltetik.